# Самвел Єрвинян
Самвел Єрвинян (вірм. Սամվել Երվինյան, нар. 25 січня 1966, Єреван) — вірменський скрипаль, доктор мистецтвознавства (1993), соліст групи Yanni. Один з кращих скрипалів світу.
Найбільший успіх Самвелу Єрвиняну приніс твір Prelude & Nostalgia, виконане спільно з Yanni.

## Біографія
У віці 7 років хлопчик почав навчатися гри на скрипці в музичній школі імені Олександра Спендіарова під керівництвом Армена Мінасяна, де проявив себе як перспективний скрипаль і композитор, беручи участь у багатьох конкурсах, виборюючи перші призи у своїй віковій групі. Музичну освіту продовжив у спеціалізованій школі імені П. І. Чайковського в Єревані, потім навчався в Єреванській державній консерваторії імені Комітаса, де 1993 року захистив кандидатську дисертацію. З 2003 року і дотепер бере участь у світовому турне групи Yanni.

## Тури зYanni

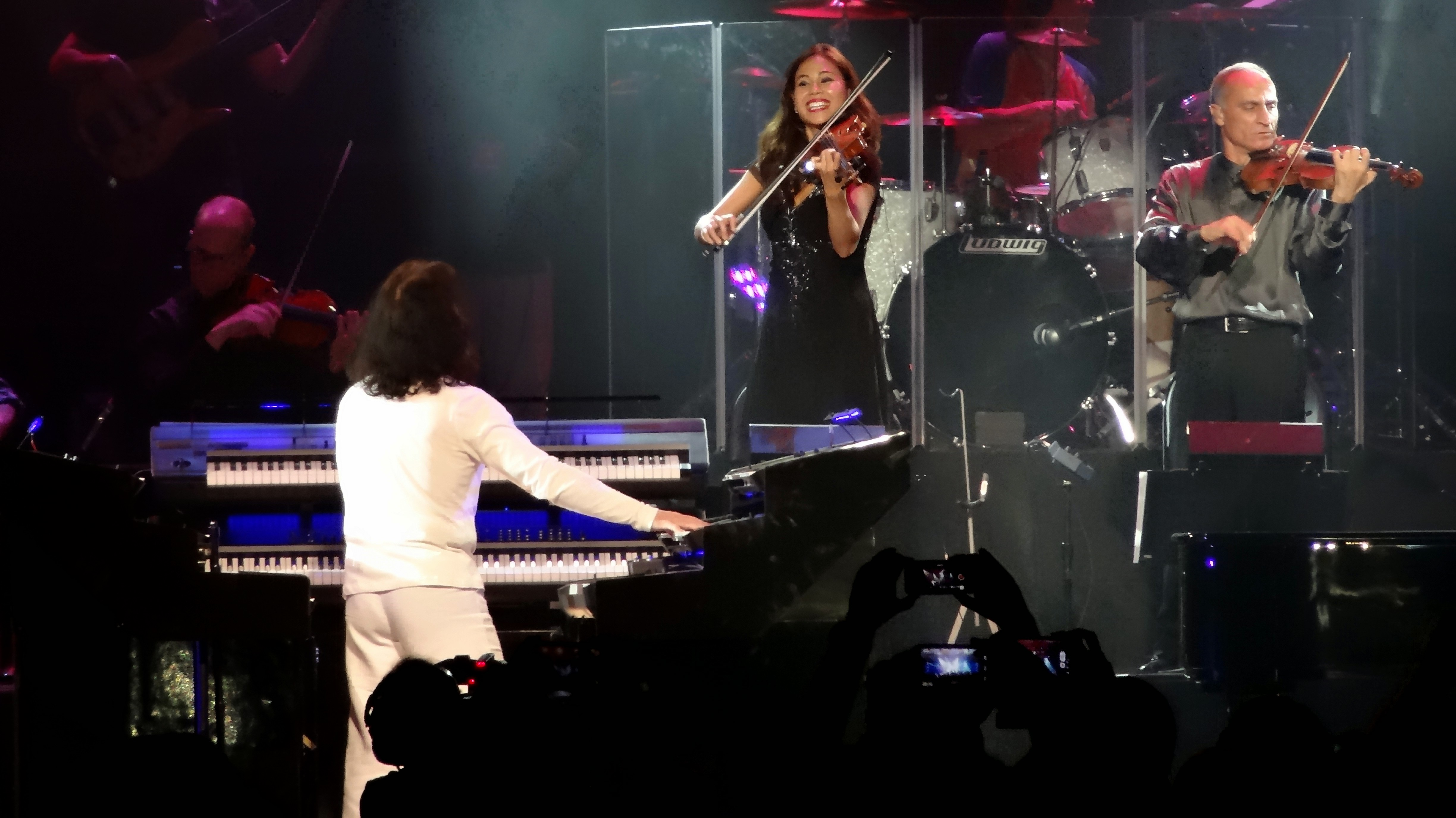
Самвер Єрвінян виступає разом з Мері Сімпсон та Yanni на концерті у Бангалорі (індія) 18 квітня 2014 року як частина світового турне Yanni 2014 року

- 2003 and 2004 — Ethnicity, світові тури
- 2005 — Тури Yanni Live! The Concert Event та Yanni Voices.
- 2013 — Тур «Світ без кордонів»
- 2014 — Світовий тур[2]
- 2015 — Світовий тур